# Cábula

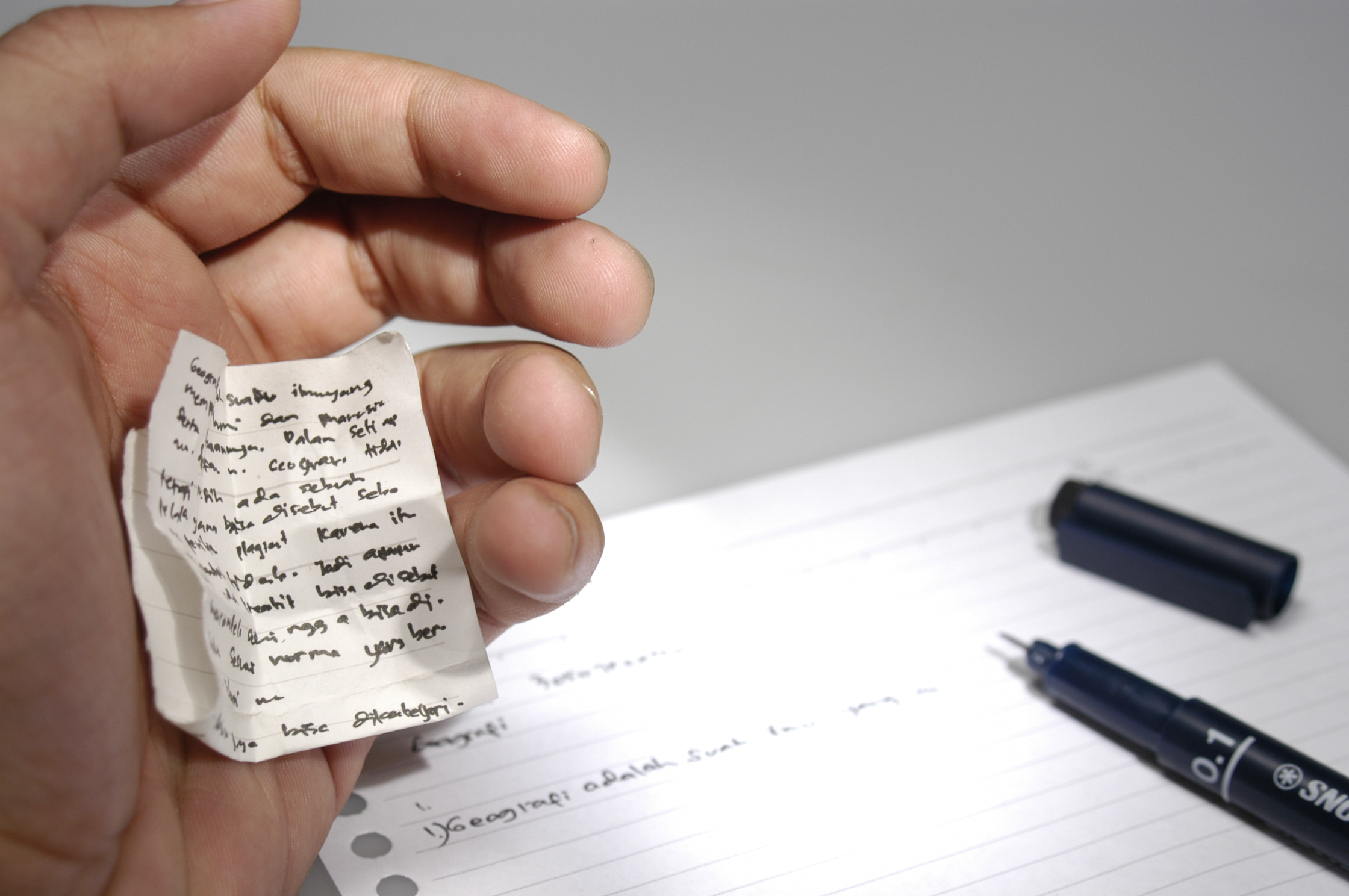
Um pequeno papel com "cola", usado para burlar as regras de um teste

Cábula (conhecida no Brasil e Angola como cola, copiar ou, em algumas regiões, pesca, fila) é um termo que define fraude em testes de conhecimento. Consiste em lembretes escondidos com conteúdos resumidos, usados para copiar (ou filar) num teste, exame ou prova, ou na cópia de respostas obtidas, consensualmente ou não, de outras pessoas; dá-se, em Portugal e no Brasil, o mesmo nome ao aluno pouco empenhado, inteligente de mais para estudar, que costume usar métodos fraudulentos ou que tem preguiça em estudar e prefere fazer cábulas para ser mais fácil.
No Brasil, cábula pode significar também o estudante que falta às aulas sem motivo, apenas para vadiar. Da mesma forma, seu verbo derivado cabular significa "faltar à aula propositadamente".

## Descrição
A típica cábula é um pequeno papel com resumos da matéria (principalmente definições e/ou fórmulas) escritos em letra muito pequena. Usa-se a letra o menor possível para incluir o máximo de matéria possível no menor espaço possível, por forma a manter a discrição e para que o professor ou examinador não se aperceba da sua utilização.
Para garantir que a letra está muito pequena e é compreensível, estas por vezes são feitas em computador usando um tipo de letra muito pequeno (6 ou menos) e depois impressas. Por vezes, utiliza-se um berlinde como lente de ampliação para ler as cábulas. Uma vez que as cábulas geralmente contêm o essencial da matéria, ou seja, o examinando procura colocar a menor quantidade de informação possível, ora para caber mais no espaço, ora para tentar livrar melhor a atenção do examinador, valendo tanto caso for pego pelo mesmo, tanto para facilitar na hora do uso. Muitos professores recomendam que se façam cábulas como método de estudo, desde que não as usem nos exames ou, por outro lado, desde que não sejam apanhados.

## Métodos escusos
Além de conter a matéria, as cábulas devem ser discretas para o examinando não ser apanhado. Por isso, geralmente são pequenas folhas coladas debaixo das camisolas e no interior das mangas das camisas; algumas alunas podem escondê-las nos decotes, contando que os professores não se atreverão a obrigá-las a mostrar o interior do decote. Os homens também podem esconder as colas no elástico de suas cuecas, contando que o professor não fará o aluno abaixar sua cueca.
As cábulas não têm necessariamente de ser folhas de papel, podem ser usadas outros materiais como bolachas (práticas para eliminar as provas do seu uso), mesas (pode-se dizer que já lá estavam), escrever nas mãos e nos braços, ou pequenos papéis dentro das bolsas de lápis e dos próprios bolsos, que o estudante retira e lê durante a prova e volta a esconder, também podem ser utilizados celulares e outros aparelhos eletrônicos para isso.
Apesar do seu intuito ser habitualmente fraudulento, designa-se também por cábula qualquer "auxiliar de memória" no próprio sentido da expressão, como uma anotação para não se esquecer de determinada informação.

## Cultura popular
É comum se dizer entre os estudantes que se uma pessoa nunca usou uma cábula, por mais que se pareça inocente, se falar que o mesmo está mentindo ou está ironizando a situação (normalmente só creem se a pessoa for de muito destaque nas notas, vulgarmente chamados de Nerds ou CDFs). No Brasil, colar se tornou um sinônimo de boas notas, mesmo que isso vá além dos seus princípios estabelecidos pelo qual se tem influenciado durante sua vida. Além disso, é comum que os amigos sejam forçados a passar alguma coisa entre si para que não sofram repressão pelo seu grupo social, como uma espécie de "traidor".
Alguns pais ou responsáveis de alunos abominam completamente o uso da cábula, para tentar mostrar uma espécie de exemplo a eles, de que nunca colaram em toda sua vida, mesmo que os pais que tentam mostrar esse tipo de coisa, na maioria das vezes já colaram no passado, mas não querem mostrar a irresponsabilidade deles perante aos seus.